# Welterbe in Bahrain

Zum Welterbe in Bahrain gehören (Stand 2019) drei UNESCO-Welterbestätten, alles Stätten des Weltkulturerbes. Bahrain hat die Welterbekonvention 1991 ratifiziert, die erste Welterbestätte wurde 2005 in die Welterbeliste aufgenommen. Die bislang letzte Welterbestätte wurde 2019 eingetragen.

## Welterbestätten
Die folgende Tabelle listet die UNESCO-Welterbestätten in Bahrain in chronologischer Reihenfolge nach dem Jahr ihrer Aufnahme in die Welterbeliste (K – Kulturerbe, N – Naturerbe, K/N – gemischt, (G) – auf der Liste des gefährdeten Welterbes).
| Bild             | Bezeichnung                                                        | Jahr | Typ | Ref. | Beschreibung |
| ---------------- | ------------------------------------------------------------------ | ---- | --- | ---- | --- |
| (weitere Bilder) | Qal'at al-Bahrain – Antiker Hafen und Hauptstadt von Dilmun (Lage) | 2005 | K   | 1192 | Von dem circa 17,5 ha großen Ruinenhügel wurde bisher nur ein Teil ausgegraben. Der antike Hafen und die Hauptstadt von Dilmun stellen eine außergewöhnliche archäologische Fundstelle dar, die zeigt, dass dieser Platz seit mehr als 4000 Jahren besiedelt ist. |
| (weitere Bilder) | Perlenfischerei als Zeugnis einer Inselökonomie (Lage)             | 2012 | K   | 1364 | umfasst 17 Gebäude, drei Austernbänke, Teile der Küste und die Südspitze der Insel al-Muharraq, die mit der Perlenzucht in Verbindung stehen. |
| (weitere Bilder) | Grabhügel von Dilmun (Lage)                                        | 2019 | K   | 1542 | Die Grabhügel von Dilmun umfassen 21 Nekropolen und Königsgräber im Westen Bahrains. Sie gehören zur frühen Dilmun-Zivilisation und wurden zwischen 2050 und 1750 v. Chr. errichtet.                                                                              |

## Tentativliste
In der Tentativliste sind die Stätten eingetragen, die für eine Nominierung zur Aufnahme in die Welterbeliste vorgesehen sind. Derzeit (2025) sind sechs Stätten in der Tentativliste von Bahrain eingetragen, die letzte Eintragung erfolgte 2019. Die folgende Tabelle listet die Stätten in chronologischer Reihenfolge nach dem Jahr ihrer Aufnahme in die Tentativliste.
| Bild                          | Bezeichnung                                                                 | Jahr | Typ | Ref. | Beschreibung |
| ----------------------------- | --------------------------------------------------------------------------- | ---- | --- | ---- | ------------ |
| Hügelgräberfeld Madīnat Hamad | Hügelgräberfeld Madīnat Hamad                                               | 2001 | K   | 1568 |              |
| Barbar-Tempel                 | Barbar-Tempel (Lage)                                                        | 2001 | K   | 1570 |              |
|                               | Saar Heritage Park                                                          | 2001 | K   | 1571 |              |
| BW                            | Hawar-Inseln-Reservat (Lage)                                                | 2001 | N   | 1579 |              |
|                               | Manama, Stadt des Handels, des Multikulturalismus und religiöser Koexistenz | 2018 | K   | 6354 |              |
| Awali - Erdölsiedlung         | Awali - Erdölsiedlung                                                       | 2019 | K   | 6397 |              |